# Missisa River
Missisa River är ett vattendrag i Kanada.   Det ligger i provinsen Ontario, i den östra delen av landet, 1 100 km nordväst om huvudstaden Ottawa.
Trakten runt Missisa River består huvudsakligen av våtmarker. Trakten runt Missisa River är nära nog obefolkad, med mindre än två invånare per kvadratkilometer.